# Lepidotrigla alata
Lepidotrigla alata är en fiskart som först beskrevs av Houttuyn 1782.  Lepidotrigla alata ingår i släktet Lepidotrigla och familjen knotfiskar. Inga underarter finns listade i Catalogue of Life.